# Smykówko
Smykówko (niem. Klein Schmückwalde) – osada w Polsce położona w województwie warmińsko-mazurskim, w powiecie ostródzkim, w gminie Ostróda. Przed 1945 rokiem miejscowość nosiła nazwę Klein Schmückwalde oraz Szmykwałd. Wieś posiadała PGR, który dawał zatrudnienie jej mieszkańcom. W latach 1975–1998 miejscowość administracyjnie należała do województwa olsztyńskiego. W osadzie nie ma szkoły. Miejscowość jest położona przy szlaku komunikacyjnym między Ostródą a Nowym Miastem Lubawskim.
Smykówko jest siedzibą sołectwa.

## Historia
W czasach krzyżackich wieś pojawia się w dokumentach w roku 1332 jako Szmykwałd, podlegała pod komturię w Ostródzie, były to dobra krzyżackie o powierzchni 80 włók.

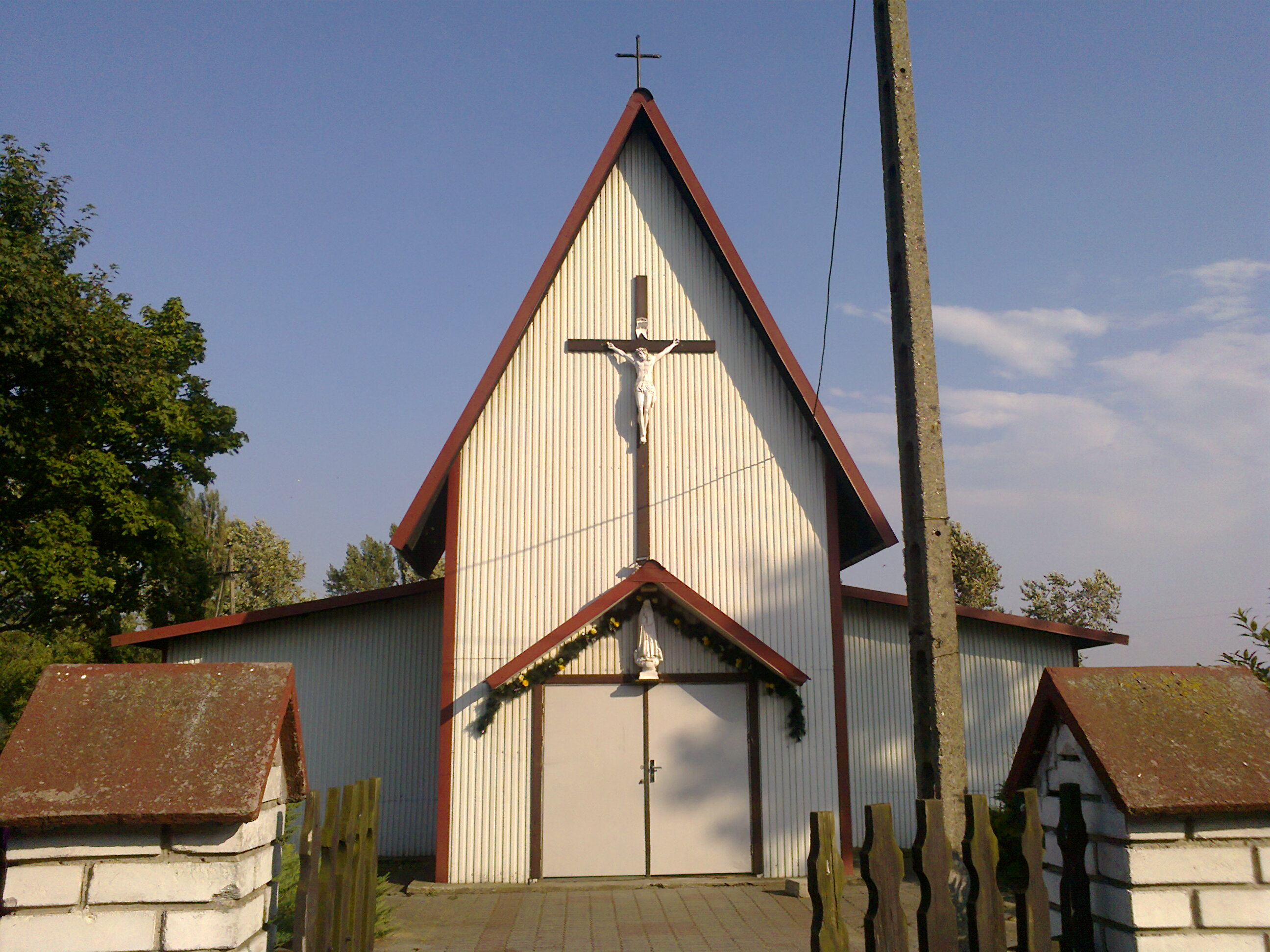
Kościół w Smykówku

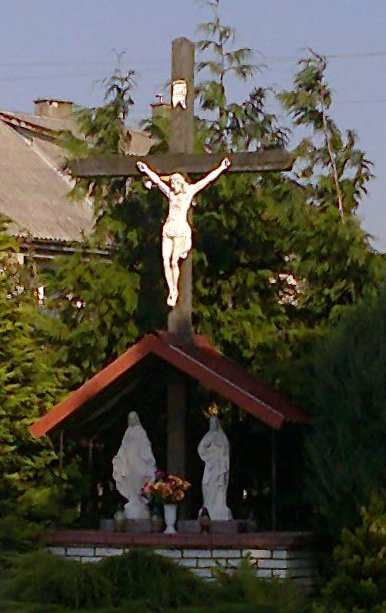
Kaplica obok kościoła

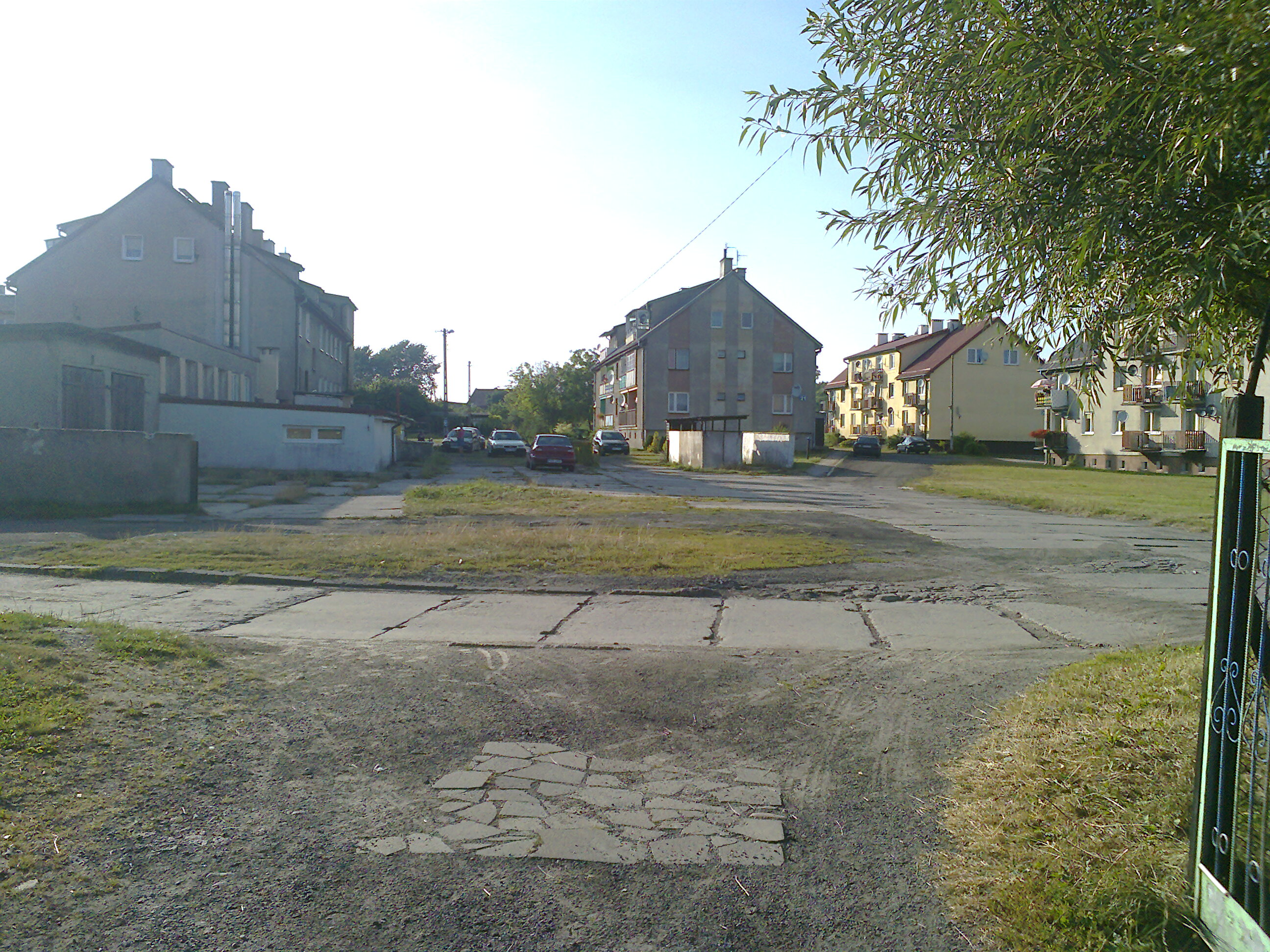
Blokowisko- Pozostałości po PGR (oddana ludności)